# Hemlock Hoax, the Detective
Hemlock Hoax, the Detective er en amerikansk stumfilm fra 1910.